# Deperditum
Deperditum (z latinského deperdere – ztratit) je v pomocných vědách historických označení pro písemnost, která se nedochovala (byla v minulosti ztracena). Její existence je doložena jen nepřímo, zmínkami v jiných historických pramenech. V diplomatice se pojem deperditum užívá od poloviny 19. století.
Obsah ztracených listin a dalších dokumentů lze v zásadě získat ze dvou typů zdrojů: narativních pramenů (jako jsou kroniky apod.) a později vydaných listin, ve kterých se odkazuje na dřívější dokumenty. V obou případech však zůstává zásadním problémem, že není vždy jisté, zda se jednalo o pravé listiny, nebo falza.
Metoda použitá k odhalení obsahu ztracených listin z pozdějších pramenů byla původně aplikována na raný středověk, konkrétně na období Merovejců a Karlovců. V německé historiografii se jimi zabývali např. Edmund Ernst Stengel (1879–1968), Paul Fridolin Kehr (1860–1944) nebo Theodor Schieffer (1910–1992).